# Pro Evolution Soccer 6
Pro Evolution Soccer 6 (de asemenea cunoscut ca Winning Eleven 10 și Winning Eleven X pentru Xbox 360 în Japonia și Coreea de Sud, Winning Eleven: Pro Evolution Soccer 2007 în Statele Unite) este un joc video elaborat și publicat de Konami. A fost lansat pe 27 octombrie 2006 pentru PlayStation 2, Xbox 360, și PC, urmat de variantele de Nintendo DS și PlayStation Portable pe 1 decembrie 2006, Pro Evolution Soccer 6 este al șaselea titlu din seria Pro Evolution Soccer pentru PlayStation 2, al doilea pentru PlayStation Portable și al patrulea pentru PC. Bundesliga nu este licențiată, singura echipă germană din PES 6 fiind FC Bayern München. Pentru PS2 și PC există modul International Challenge Mode. Varianta de Xbox 360 are grafica îmbunătățită, dar a fost înlăurat editorul de jucători și echipe.
Există echipe cu jucători legendari, toți cu nume fictive (de exemplu Gheorghe Hagi are în joc numele Hanue), caracteristică existentă în fiecare joc din seria PES până în prezent.  Toți jucătorii pot fi modificați din punctul de vedere al îmbrăcămintei (pălării sub forma capetelor de animale, armură, etc.)